# Coleoxestia atrata
Coleoxestia atrata es una especie de escarabajo longicornio del género Coleoxestia, tribu Cerambycini, subfamilia Cerambycinae. Fue descrita científicamente por Gounelle en 1909.

## Descripción
Mide 20-27 milímetros de longitud.

## Distribución
Se distribuye por Bolivia, Brasil y Colombia.